# Buster, el robatori del segle
Buster, el robatori del segle (títol original: Buster) és una pel·lícula britànica de David Green estrenada l'any 1988, amb Phil Collins i Julie Walters. Ha estat doblada al català. La història de la pel·lícula és treta de l'assalt al tren postal Glasgow-Londres de 1963.

## Argument
Basada en la vida real de Buster Edwards, un encantador pare de família que va planejar el cop més important de la història d'Anglaterra en atracar el tren correu de Glasgow el 1963.

## Crítica
"Agradable i simpàtica comèdia policíaca, amb el músic Phil Collins com a protagonista absolut. Val la pena"

## Repartiment
- Phil Collins: Buster Edwards
- Julie Walters: June Edwards
- Larry Lamb: Bruce Reynolds
- Stephanie Lawrence: Franny Reynolds
- Ellie Beaven: Nicky Edwards
- Michael Attwell: Harry
- Ralph Brown: Ronny Biggs
- Christopher Ellison: George
- Sheila Hancock: Mrs. Rothery
- Martin Jarvis: Inspector Jack Mitchell
- Clive Wood: Sergent Chalmers
- Anthony Quayle: Sir James McDowell

## Nominacions
- Oscar a la millor cançó original Two Hearts: Lamont Dozier (música), Phil Collins (lletra)
- Globus d'Or a la millor cançó original per Two Hearts